# Paul Boudot
Pour les articles homonymes, voir Boudot.
Paul Boudot (né à Morteau vers 1575, mort à Arras le 16 novembre 1635) est un ecclésiastique français qui fut évêque de Saint-Omer puis d'évêque d'Arras.

## Biographie
Paul Boudot originaire de Franche-Comté vient à Paris pour faire ses études. Il est ordonné prêtre le 22 février 1603 et devient licencié en théologie de la Sorbonne en 1604. Dès cette époque il se fait remarquer par ses qualités de prédicateur et Jean Richardot évêque d'Arras (1602-1609) le nomme official, chanoine puis archidiacre de son diocèse. 
Lorsque Jean Richardot est transféré à l'archevêché de Cambrai il incite Paul Boudot à le suivre et le nomme grand-vicaire et archidiacre avant de le désigner comme évêque auxiliaire le 22 avril 1613 il reçoit en même temps le titre d'évêque titulaire de Cardicium (de) en Thessalie. Il est nommé évêque de Saint-Omer le 14 janvier 1619 et consacré le 12 mai suivant par François Van der Burch le second successeur de Jean Richardot. Il est transféré à Arras le 18 aout 1626 et confirmé le 8 février 1627. Très apprécié des archiducs Albert d'Autriche et Isabelle-Claire-Eugénie d'Autriche il devient leur « prédicateur ordinaire » et chapelain. Il meurt à Arras le 11 novembre 1635. Il avait publié plusieurs ouvrages de théologie et un catéchisme.

## Œuvres
- Summa theologica divi Thomæ Aquinatis recensita (Arras)
- Pythagorica Marci Antonii de Dominis...nova metempsychosis (Anvers)
- Traité du Sacrement de Pénitence (Paris, 1601)
- Formula visitationis per totam suam diœcesim facindæ
- Cathechismus sive forma doctrinæ christinæ pro diocesi Atrebatensi publié également en français à Douai 1628 et Arras (1633)

## Source
- (en) Catholic Hierarchy.org:Bishop Paul Boudot.